# Pisa Sporting Club 2022-2023
Questa voce raccoglie le informazioni riguardanti il Pisa Sporting Club nelle competizioni ufficiali della stagione 2022-2023.

## Stagione
Nella stagione 2022-2023 il Pisa disputa il campionato cadetto, raccoglie 47 punti che valgono l'undicesimo posto finale. La stagione dei nerazzurri inizia con Rolando Maran, esonerato subito dopo sei turni senza vittorie, e sostituito dal ritorno di Luca D'Angelo, che nella stagione precedente aveva portato la squadra in finale play-off. Il Pisa si riprende e chiude il girone di andata con 29 punti in quinta posizione. Ma poi nel girone di ritorno perde il ritmo, e non riesce ad entrare per due punti, nel novero delle squadre che lottano per il terzo posto nei Play-off. Unico giocatore pisano a raggiungere la doppia cifra in campionato è stato il calabrese Ettore Gliozzi che ha firmato 10 reti. In Coppa Italia il Pisa subito estromesso nel primo turno, sconfitto (1-4) dal Brescia.

## Divise e sponsor
Il fornitore tecnico per la stagione 2022-2023 è adidas, mentre gli sponsor ufficiali sono il main sponsor Cetilar, il second sponsor Cavarretta Assicurazioni (fino alla 19ª giornata) e Seac (dalla 20ª giornata), il back sponsor Hi-Turf Solution, lo sleeve sponsor Paim e lo shorts sponsor Toni Luigi srl.
| Casa | Trasferta | Terza divisa |

## Organigramma societario
Area direttiva
- Presidente: Giuseppe Corrado
- Consigliere area finanza: Raffaella Viscardi
- Consigliere area sportiva/Direttore generale: Giovanni Corrado
- Direttore risorse umane: Antonio Cifaldi
- Direttore amministrazione finanza a controllo: Francesco Burdese

Area comunicazione e marketing
- Direttore commerciale: Marco Aceto
- Direttore area comunicazione: Riccardo Silvestri

Area sportiva
- Direttore sportivo: Claudio Chiellini
- Segretario sportivo: Bruno Sabatini
- Consigliere area sportiva: Giovanni Corrado
- Responsabile settore giovanile: Dante Lucarelli
- Segretario settore giovanile: Giovanni Riccio

Area tecnica
- Allenatore: Rolando Maran (1ª-6ª), Luca D'Angelo (7ª-oggi);
- Vice Allenatore: Christian Maraner (1ª-6ª), Riccardo Taddei (7ª-oggi);
- Preparatore portieri: Maurizio Pugliesi
- Preparatori atletici: Valter Vio, Lorenzo Ferrari
- Collaboratori tecnici: Andrea Tonelli, Giulio Giacomin, Leonardo Baldini
- Match Analyst: Martino Vignali

Team manager: Ivan Sarra 
Addetto all'arbitro: Beppe Vannucchi 
Area sanitaria
- Responsabile sanitario: Cataldo Graci
- Medico sociale: Virgilio Di Legge
- Medico addetto Prima Squadra: Andrea Moretti
- Recupero infortunati e riatletizzazione:
- Responsabile fisioterapia:
- Fisioterapista:
- Massofisioterapista:
- Massaggiatore:

## Rosa
Rosa e numerazione aggiornate al 31 gennaio 2023.
| N. |                       | Ruolo | Calciatore                   |
| -- | --------------------- | ----- | ---------------------------- |
| 1  | Brasile (bandiera)    | P     | Nicolas David Andrade        |
| 4  | Italia (bandiera)     | D     | Antonio Caracciolo           |
| 5  | Italia (bandiera)     | D     | Simone Canestrelli           |
| 6  | Islanda (bandiera)    | D     | Hjörtur Hermannsson          |
| 7  | Croazia (bandiera)    | C     | Roko Jureškin                |
| 8  | Romania (bandiera)    | C     | Marius Marin (vice capitano) |
| 9  | Italia (bandiera)     | A     | Ettore Gliozzi               |
| 10 | Italia (bandiera)     | A     | Ernesto Torregrossa          |
| 11 | Israele (bandiera)    | A     | Yonatan Cohen                |
| 12 | Serbia (bandiera)     | P     | Vladan Dekić                 |
| 12 | Svezia (bandiera)     | P     | Johan Guadagno               |
| 13 | Senegal (bandiera)    | A     | Assane Seck                  |
| 15 | Germania (bandiera)   | C     | Idrissa Touré                |
| 16 | Ungheria (bandiera)   | C     | Ádám Nagy                    |
| 17 | Italia (bandiera)     | A     | Giuseppe Sibilli             |
| 18 | Italia (bandiera)     | A     | Giuseppe Mastinu             |
| 19 | Portogallo (bandiera) | D     | Tomás Esteves                |
| 20 | Italia (bandiera)     | D     | Pietro Beruatto              |
| 21 | Italia (bandiera)     | A     | Elia Giani                   |
| 21 | Italia (bandiera)     | C     | Emanuele Zuelli              |

| N. |                     | Ruolo | Calciatore                 |
| -- | ------------------- | ----- | -------------------------- |
| 22 | Italia (bandiera)   | P     | Alessandro Livieri         |
| 23 | Moldavia (bandiera) | C     | Artur Ioniță               |
| 24 | Italia (bandiera)   | D     | Christian Sussi            |
| 25 | Italia (bandiera)   | C     | Mario Gargiulo             |
| 26 | Italia (bandiera)   | A     | Gaetano Masucci (capitano) |
| 27 | Francia (bandiera)  | C     | Matteo Tramoni             |
| 28 | Italia (bandiera)   | C     | Davide Di Quinzio          |
| 29 | Italia (bandiera)   | A     | Andrea Cisco               |
| 30 | Italia (bandiera)   | C     | Alessandro De Vitis        |
| 32 | Italia (bandiera)   | A     | Stefano Moreo              |
| 33 | Italia (bandiera)   | D     | Arturo Calabresi           |
| 36 | Italia (bandiera)   | A     | Gabriele Piccinini         |
| 42 | Slovenia (bandiera) | C     | Miha Trdan                 |
| 43 | Slovenia (bandiera) | D     | David Beršnjak             |
| 44 | Romania (bandiera)  | D     | Adrian Rus                 |
| 77 | Francia (bandiera)  | A     | Lisandru Tramoni           |
| 80 | Romania (bandiera)  | C     | Olimpiu Moruțan            |
| 93 | Italia (bandiera)   | D     | Federico Barba             |
| 99 | Guinea (bandiera)   | A     | Moustapha Cissé            |
|    | Austria (bandiera)  | C     | Robert Gucher              |

## Calciomercato

### Sessione estiva(dall'1/07 all'1/09)
| Acquisti         | Acquisti            | Acquisti     | Acquisti                         |
| R.               | Nome                | da           | Modalità                         |
| ---------------- | ------------------- | ------------ | -------------------------------- |
| D                | Federico Barba      | Benevento    | definitivo                       |
| D                | Pietro Beruatto     | Juventus U23 | definitivo                       |
| D                | Arturo Calabresi    | Lecce        | definitivo                       |
| D                | Simone Canestrelli  | Empoli       | prestito con diritto di riscatto |
| D                | Tomás Esteves       | Porto B      | prestito con diritto di riscatto |
| D                | Adrian Rus          | Fehérvár     | definitivo                       |
| C                | Artur Ioniță        | Benevento    | definitivo                       |
| C                | Roko Jureškin       | Reggina      | definitivo                       |
| C                | Olimpiu Moruțan     | Galatasaray  | prestito                         |
| C                | Matteo Tramoni      | Cagliari     | definitivo                       |
| A                | Moustapha Cissé     | Atalanta     | prestito con diritto di riscatto |
| A                | Ettore Gliozzi      | Como         | definitivo                       |
| A                | Ernesto Torregrossa | Sampdoria    | prestito con obbligo di riscatto |
| A                | Lisandru Tramoni    | Cagliari     | definitivo                       |
| Altre operazioni |                     |              |                                  |
| R.               | Nome                | da           | Modalità                         |
| P                | Leonardo Loria      | Monopoli     | fine prestito                    |
| D                | Andrea Beghetto     | Alessandria  | fine prestito                    |
| D                | Lorenzo Masetti     | Ancona       | fine prestito                    |
| D                | Christian Sussi     | Paganese     | fine prestito                    |
| C                | Nicolas Izzillo     | Trento       | fine prestito                    |
| C                | Christian Langella  | Monopoli     | fine prestito                    |
| C                | Gabriele Piccinini  | Fiorenzuola  | fine prestito                    |
| C                | Alessandro Quaini   | Monopoli     | fine prestito                    |
| C                | Salvatore Santoro   | Imolese      | fine prestito                    |
| C                | Francesco Soldani   | Prato        | fine prestito                    |
| A                | Thomas Alberti      | Legnago      | fine prestito                    |
| A                | Nicolò Bruschi      | Fiorenzuola  | fine prestito                    |
| A                | Andrea Cisco        | Teramo       | fine prestito                    |
| A                | Elia Giani          | Fiorenzuola  | fine prestito                    |
| A                | Christian Tommasini | Paganese     | fine prestito                    |
| A                | Leonardo Ubaldi     | Lucchese     | fine prestito                    |

| Cessioni         | Cessioni            | Cessioni           | Cessioni                                          |
| R.               | Nome                | a                  | Modalità                                          |
| ---------------- | ------------------- | ------------------ | ------------------------------------------------- |
| P                | Matteo Kucich       | Timișoara          | definitivo                                        |
| D                | Andrea Beghetto     | Perugia            | prestito                                          |
| D                | Pietro Beruatto     | Juventus U23       | fine prestito                                     |
| D                | Filippo Berra       | Südtirol           | definitivo                                        |
| D                | Samuele Birindelli  | Monza              | definitivo                                        |
| D                | Maxime Leverbe      | Sampdoria          | prestito                                          |
| C                | Ahmad Benali        | Crotone            | fine prestito                                     |
| C                | Davide Di Quinzio   | Lucchese           | prestito                                          |
| C                | Alessandro Quaini   | Fiorenzuola        | definitivo                                        |
| A                | Andrea Cisco        | Virtus Francavilla | prestito                                          |
| A                | Elia Giani          | Fiorenzuola        | prestito                                          |
| A                | Lorenzo Lucca       | Ajax               | prestito con diritto di riscatto                  |
| A                | Davide Marsura      |                    | risoluzione                                       |
| A                | George Pușcaș       | Reading            | fine prestito                                     |
| A                | Assane Seck         | Empoli             | prestito con diritto di riscatto e controriscatto |
| A                | Nicholas Siega      | Südtirol           | definitivo                                        |
| A                | Ernesto Torregrossa | Sampdoria          | fine prestito                                     |
| Altre operazioni |                     |                    |                                                   |
| R.               | Nome                | a                  | Modalità                                          |
| P                | Leonardo Loria      | Frosinone          | prestito                                          |
| D                | Davide De Marino    | Juventus U23       | fine prestito                                     |
| D                | Lorenzo Masetti     | Piacenza           | prestito                                          |
| D                | Christian Sussi     | Fiorenzuola        | prestito                                          |
| C                | Nicolas Izzillo     | Pontedera          | prestito                                          |
| C                | Christian Langella  | Audace Cerignola   | definitivo                                        |
| C                | Francesco Soldani   | Prato              | definitivo                                        |
| A                | Thomas Alberti      |                    | svincolato                                        |
| A                | Susso Bamba         | ND Bilje           | prestito                                          |
| A                | Nicolò Bruschi      | Pro Sesto          | definitivo                                        |
| A                | Matteo Panattoni    | Taranto            | prestito                                          |
| A                | Christian Tommasini | Taranto            | prestito                                          |

### Sessione invernale(dal 2/01 al 31/01)
| Acquisti         | Acquisti            | Acquisti          | Acquisti                         |
| R.               | Nome                | da                | Modalità                         |
| ---------------- | ------------------- | ----------------- | -------------------------------- |
| D                | Andrea Beghetto     | Perugia           | risoluzione prestito             |
| C                | Mario Gargiulo      | Modena            | prestito con diritto di riscatto |
| C                | Emanuele Zuelli     | Juventus Next Gen | definitivo                       |
| A                | Edgaras Dubickas    | Pordenone         | definitivo                       |
| A                | Stefano Moreo       | Brescia           | definitivo                       |
| Altre operazioni |                     |                   |                                  |
| R.               | Nome                | a                 | Modalità                         |
| D                | Simone Canestrelli  | Empoli            | riscatto prestito                |
| D                | Christian Sussi     | Fiorenzuola       | risoluzione prestito             |
| A                | Matteo Panattoni    | Taranto           | risoluzione prestito             |
| A                | Ernesto Torregrossa | Sampdoria         | riscatto prestito                |

| Cessioni         | Cessioni           | Cessioni         | Cessioni                                       |
| R.               | Nome               | a                | Modalità                                       |
| ---------------- | ------------------ | ---------------- | ---------------------------------------------- |
| P                | Vladan Dekić       | Viterbese        | definitivo                                     |
| D                | Andrea Beghetto    | Venezia          | prestito semestrale                            |
| D                | Simone Canestrelli | Como             | prestito                                       |
| C                | Robert Gucher      | Pordenone        | definitivo                                     |
| C                | Artur Ioniță       | Modena           | prestito                                       |
| C                | Roko Jureškin      | Benevento        | prestito con diritto di opzione e contropzione |
| A                | Moustapha Cissé    | Atalanta         | risoluzione prestito                           |
| A                | Edgaras Dubickas   | Pordenone        | prestito semestrale                            |
| A                | Gabriele Piccinini | Fiorenzuola      | prestito                                       |
| Altre operazioni |                    |                  |                                                |
| R.               | Nome               | a                | Modalità                                       |
| C                | Salvatore Santoro  | Monterosi Tuscia | prestito                                       |
| A                | Matteo Panattoni   |                  | risoluzione                                    |

### Operazioni esterne alle sessioni
| Acquisti | Acquisti | Acquisti | Acquisti |
| R.       | Nome     | da       | Modalità |
| -------- | -------- | -------- | -------- |

| Cessioni | Cessioni      | Cessioni         | Cessioni                         |
| R.       | Nome          | a                | Modalità                         |
| -------- | ------------- | ---------------- | -------------------------------- |
| A        | Yonatan Cohen | Maccabi Tel Aviv | prestito con obbligo di riscatto |

## Risultati

### Serie B

#### Girone di andata
| Arbitro: | Zufferli (Udine) |

|                                                                   |           |                                           |
| Baldini 38’, 57’ (rig.) Hermannsson 61’ (aut.) Asencio 66’ (rig.) | Marcatori | 27’ Masucci 90’ Sibilli 90+8’ Canestrelli |

| Arbitro: | Doveri (Roma) |

|                                    |           |                        |
| Moruțan 24’ (rig.) Torregrossa 89’ | Marcatori | 5’ Blanco 77’ Kerrigan |

| Arbitro: | Chiffi (Padova) |

|  |           |            |
|  | Marcatori | 29’ Ekuban |

| Arbitro: | Pezzuto (Lecce) |

|                              |           |            |
| Rover 35’ (rig.), 62’ (rig.) | Marcatori | 23’ Ioniță |

| Arbitro: | Serra (Torino) |

|  |           |             |
|  | Marcatori | 28’ Canotto |

| Arbitro: | Perenzoni (Rovereto) |

|                |           |             |
| Novakovich 40’ | Marcatori | 44’ Gliozzi |

| Arbitro: | Marchetti (Ostia Lido) |

|                |           |                                    |
| Di Carmine 83’ | Marcatori | 4’, 88’ (rig.) Gliozzi 90+1’ Touré |

| Pisa 8 ottobre 2022, ore 14:00 CEST 8ª giornata | Pisa                 | 0 – 0 referto | Parma | Stadio Arena Garibaldi-Romeo Anconetani (8 101 spett.)\| Arbitro: \| Pairetto (Nichelino) \| |
| Arbitro:                                        | Pairetto (Nichelino) |               |       |                                                                                              |

| Arbitro: | Feliciani (Teramo) |

|                              |           |                                   |
| Di Mariano 11’ Elia 47’, 57’ | Marcatori | 25’ Touré 64’ Gliozzi 78’ Tramoni |

| Arbitro: | Gariglio (Pinerolo) |

|                                                                |           |                          |
| Gliozzi 45+3’ (rig.) Torregrossa 74’, 90+9’ (rig.) Masucci 82’ | Marcatori | 19’ Bonfanti 84’ Magnino |

| Benevento 29 ottobre 2022, ore 14:00 CEST 11ª giornata | Benevento       | 0 – 0 referto | Pisa | Stadio Ciro Vigorito (7 760 spett.)\| Arbitro: \| Pezzuto (Lecce) \| |
| Arbitro:                                               | Pezzuto (Lecce) |               |      |                                                                      |

| Arbitro: | Paterna (Teramo) |

|                                |           |            |
| Moruțan 12’, 62’ Masucci 45+5’ | Marcatori | 82’ D'Urso |

| Arbitro: | Rutella (Enna) |

|              |           |             |
| Lapadula 67’ | Marcatori | 50’ Moruțan |

| Arbitro: | Sacchi (Macerata) |

|                                    |           |               |
| Tramoni 19’ Beruatto 32’ Barba 40’ | Marcatori | 45’ Partipilo |

| Bari 4 dicembre 2022, ore 15:00 CET 15ª giornata | Bari                    | 0 – 0 referto | Pisa | Stadio San Nicola (16 278 spett.)\| Arbitro: \| Cosso (Reggio Calabria) \| |
| Arbitro:                                         | Cosso (Reggio Calabria) |               |      |                                                                            |

| Arbitro: | Santoro (Messina) |

|                                          |           |  |
| Torregrossa 45+3’ (rig.) Canestrelli 87’ | Marcatori |  |

| Frosinone 11 dicembre 2022, ore 20:30 CET 17ª giornata | Frosinone          | 0 – 0 referto | Pisa | Stadio Benito Stirpe (9 684 spett.)\| Arbitro: \| Ayroldi (Molfetta) \| |
| Arbitro:                                               | Ayroldi (Molfetta) |               |      |                                                                         |

| Arbitro: | Marchetti (Ostia Lido) |

|                                        |           |  |
| Torregrossa 4’ (rig.) Gliozzi 20’, 85’ | Marcatori |  |

| Arbitro: | Prontera (Bologna) |

|  |           |             |
|  | Marcatori | 54’ Sibilli |

#### Girone di ritorno
| Arbitro: | Gualtieri (Asti) |

|             |           |                              |
| Moruțan 60’ | Marcatori | 4’ Mastrantonio 43’ Crociata |

| Arbitro: | Maggioni (Lecco) |

|                           |           |                         |
| Cutrone 10’ Da Riva 90+5’ | Marcatori | 43’ Tramoni 83’ Masucci |

| Genova 28 gennaio 2023, ore 16:15 CET 22ª giornata | Genoa          | 0 – 0 referto | Pisa | Stadio Luigi Ferraris (29 460 spett.)\| Arbitro: \| Volpi (Arezzo) \| |
| Arbitro:                                           | Volpi (Arezzo) |               |      |                                                                       |

| Arbitro: | Piccinini (Forlì) |

|  |           |                  |
|  | Marcatori | 11’ Belardinelli |

| Arbitro: | La Penna (Roma) |

|  |           |                                 |
|  | Marcatori | 63’ Gargiulo 70’ (rig.) Gliozzi |

| Arbitro: | Paterna (Teramo) |

|                    |           |             |
| Gliozzi 75’ (rig.) | Marcatori | 17’ Candela |

| Arbitro: | Santoro (Messina) |

|                       |           |                     |
| Moruțan 51’ Marin 58’ | Marcatori | 39’ (rig.) Casasola |

| Arbitro: | Aureliano (Bologna) |

|  |           |           |
|  | Marcatori | 82’ Touré |

| Arbitro: | Pezzuto (Lecce) |

|             |           |                |
| Sibilli 86’ | Marcatori | 38’ Di Mariano |

| Arbitro: | Volpi (Arezzo) |

|               |           |  |
| Strizzolo 86’ | Marcatori |  |

| Arbitro: | Manganiello (Pinerolo) |

|                       |           |  |
| Moreo 35’ Tramoni 78’ | Marcatori |  |

| Arbitro: | Guida (Torre Annunziata) |

|           |           |  |
| Nasti 43’ | Marcatori |  |

| Pisa 10 aprile 2023, ore 18:00 CEST 32ª giornata | Pisa            | 0 – 0 referto | Cagliari | Stadio Arena Garibaldi-Romeo Anconetani (9 767 spett.)\| Arbitro: \| La Penna (Roma) \| |
| Arbitro:                                         | La Penna (Roma) |               |          |                                                                                         |

| Arbitro: | Miele (Nola) |

|                                 |           |          |
| Favilli 72’ (rig.) Falletti 75’ | Marcatori | 6’ Moreo |

| Arbitro: | Colombo (Como) |

|                        |           |                                        |
| Torregrossa 18’ (rig.) | Marcatori | 36’ Antenucci 90’ (rig.) Seb. Esposito |

| Arbitro: | Abisso (Palermo) |

|                        |           |             |
| Mendes 53’ Marsura 73’ | Marcatori | 82’ Masucci |

| Arbitro: | Cosso (Reggio Calabria) |

|            |           |                                      |
| Gliozzi 1’ | Marcatori | 32’ (aut.) Rus 52’ Borrelli 77’ Caso |

| Arbitro: | Aureliano (Bologna) |

|            |           |             |
| Bisoli 53’ | Marcatori | 79’ Masucci |

| Arbitro: | Camplone (Pescara) |

|             |           |                              |
| Tramoni 68’ | Marcatori | 42’ Celia 52’ (rig.) Moncini |

### Coppa Italia

#### Turni eliminatori
| Arbitro: | Gariglio (Pinerolo) |

|             |           |                                                      |
| Masucci 20’ | Marcatori | 25’ (aut.) Nicolas 61’ Ayé 72’ Ndoj 90+4’ F. Bianchi |

## Statistiche

### Statistiche di squadra
Statistiche aggiornate al 30 marzo 2023.
| Competizione | Punti | In casa | In casa | In casa | In casa | In casa | In casa | In trasferta | In trasferta | In trasferta | In trasferta | In trasferta | In trasferta | Totale | Totale | Totale | Totale | Totale | Totale | DR  |
| Competizione | Punti | G       | V       | N       | P       | Gf      | Gs      | G            | V            | N            | P            | Gf           | Gs           | G      | V      | N      | P      | Gf     | Gs     | DR  |
| ------------ | ----- | ------- | ------- | ------- | ------- | ------- | ------- | ------------ | ------------ | ------------ | ------------ | ------------ | ------------ | ------ | ------ | ------ | ------ | ------ | ------ | --- |
| Serie B      | 46    | 16      | 8       | 5       | 3       | 24      | 14      | 17           | 4            | 8            | 5            | 19           | 18           | 33     | 11     | 13     | 9      | 43     | 32     | +11 |
| Coppa Italia | -     | 1       | 0       | 0       | 1       | 1       | 4       | 0            | 0            | 0            | 0            | 0            | 0            | 1      | 0      | 0      | 1      | 1      | 4      | -3  |
| Totale       | 46    | 17      | 8       | 5       | 4       | 25      | 18      | 15           | 4            | 8            | 5            | 19           | 18           | 34     | 11     | 13     | 10     | 43     | 33     | +8  |

### Andamento in campionato
| Giornata  | 1  | 2  | 3  | 4  | 5  | 6  | 7  | 8  | 9  | 10 | 11 | 12 | 13 | 14 | 15 | 16 | 17 | 18 | 19 | 20 | 21 | 22 | 23 | 24 | 25 | 26 | 27 | 28 | 29 | 30 | 31 | 32 | 33 | 34 | 35 | 36 | 37 | 38 |
| --------- | -- | -- | -- | -- | -- | -- | -- | -- | -- | -- | -- | -- | -- | -- | -- | -- | -- | -- | -- | -- | -- | -- | -- | -- | -- | -- | -- | -- | -- | -- | -- | -- | -- | -- | -- | -- | -- | -- |
| Luogo     | T  | C  | C  | T  | C  | T  | T  | C  | T  | C  | T  | C  | T  | C  | T  | C  | T  | C  | T  | C  | T  | T  | C  | T  | C  | C  | T  | C  | T  | C  | T  | C  | T  | C  | T  | C  | T  | C  |
| Risultato | P  | N  | P  | P  | P  | N  | V  | N  | N  | V  | N  | V  | N  | V  | N  | V  | N  | V  | V  | P  | N  | N  | P  | V  | N  | V  | V  | N  | P  | V  | P  | N  | P  | P  | P  | P  | N  | P  |
| Posizione | 13 | 15 | 18 | 19 | 20 | 20 | 18 | 18 | 18 | 15 | 15 | 14 | 11 | 10 | 11 | 8  | 8  | 5  | 5  | 5  | 6  | 8  | 10 | 7  | 7  | 6  | 6  | 5  | 5  | 5  | 6  | 6  | 8  | 7  | 7  | 9  | 9  | 11 |

Legenda:

Luogo: C = Casa; T = Trasferta. Risultato: V = Vittoria; N = Pareggio; P = Sconfitta.

### Statistiche dei giocatori
| Giocatore      | Serie B  | Serie B | Serie B     | Serie B    | Coppa Italia | Coppa Italia | Coppa Italia | Coppa Italia | Totale   | Totale | Totale      | Totale     |
| Giocatore      | Presenze | Reti    | Ammonizioni | Espulsioni | Presenze     | Reti         | Ammonizioni  | Espulsioni   | Presenze | Reti   | Ammonizioni | Espulsioni |
| -------------- | -------- | ------- | ----------- | ---------- | ------------ | ------------ | ------------ | ------------ | -------- | ------ | ----------- | ---------- |
| F. Barba       | 19       | 1       | 5           | 0          | -            | -            | -            | -            | 19       | 1      | 5           | 0          |
| D. Beršnjak    | 0        | 0       | 0           | 0          | 0            | 0            | 0            | 0            | 0        | 0      | 0           | 0          |
| P. Beruatto    | 24       | 1       | 9           | 0          | 1            | 0            | 0            | 0            | 25       | 1      | 9           | 0          |
| A. Calabresi   | 18       | 0       | 7           | 1          | -            | -            | -            | -            | 18       | 0      | 7           | 1          |
| S. Canestrelli | 12       | 2       | 2           | 0          | 1            | 0            | 0            | 0            | 13       | 2      | 2           | 0          |
| A. Caracciolo  | 1        | 0       | 0           | 0          | 0            | 0            | 0            | 0            | 1        | 0      | 0           | 0          |
| A. Cisco       | 0        | 0       | 0           | 0          | 1            | 0            | 0            | 0            | 1        | 0      | 0           | 0          |
| M. Cissé       | 7        | 0       | 0           | 0          | 1            | 0            | 0            | 0            | 8        | 0      | 0           | 0          |
| Y. Cohen       | 1        | 0       | 0           | 0          | 0            | 0            | 0            | 0            | 1        | 0      | 0           | 0          |
| A. De Vitis    | 12       | 0       | 0           | 0          | 0            | 0            | 0            | 0            | 12       | 0      | 0           | 0          |
| V. Dekić       | 0        | 0       | 0           | 0          | 0            | 0            | 0            | 0            | 0        | 0      | 0           | 0          |
| D. Di Quinzio  | 0        | 0       | 0           | 0          | 0            | 0            | 0            | 0            | 0        | 0      | 0           | 0          |
| T. Esteves     | 17       | 0       | 0           | 0          | 0            | 0            | 0            | 0            | 17       | 0      | 0           | 0          |
| M. Gargiulo    | 3        | 1       | 1           | 0          | -            | -            | -            | -            | 3        | 1      | 1           | 0          |
| E. Giani       | 0        | 0       | 0           | 0          | 0            | 0            | 0            | 0            | 0        | 0      | 0           | 0          |
| E. Gliozzi     | 21       | 9       | 1           | 0          | -            | -            | -            | -            | 21       | 9      | 1           | 0          |
| J. Guadagno    | 0        | 0       | 0           | 0          | -            | -            | -            | -            | 0        | 0      | 0           | 0          |
| H. Hermannsson | 19       | 0       | 3           | 1          | 1            | 0            | 0            | 0            | 20       | 0      | 3           | 1          |
| A. Ioniță      | 16       | 1       | 2           | 1          | -            | -            | -            | -            | 16       | 1      | 2           | 1          |
| R. Jureškin    | 5        | 0       | 0           | 0          | 1            | 0            | 0            | 0            | 6        | 0      | 0           | 0          |
| A. Livieri     | 11       | -7      | 1           | 0          | 1            | -3           | 0            | 0            | 12       | -10    | 1           | 0          |
| M. Marin       | 23       | 1       | 10          | 1          | 1            | 0            | 0            | 0            | 24       | 1      | 10          | 1          |
| G. Mastinu     | 18       | 0       | 4           | 0          | 1            | 0            | 0            | 0            | 19       | 0      | 4           | 0          |
| G. Masucci     | 16       | 4       | 2           | 0          | 1            | 1            | 0            | 0            | 17       | 5      | 2           | 0          |
| S. Moreo       | 6        | 0       | 1           | 0          | -            | -            | -            | -            | 6        | 0      | 1           | 0          |
| O. Moruțan     | 24       | 6       | 2           | 0          | 1            | 0            | 0            | 0            | 25       | 6      | 2           | 0          |
| Á. Nagy        | 24       | 0       | 4           | 0          | 1            | 0            | 0            | 0            | 25       | 0      | 4           | 0          |
| Nicolas        | 19       | -23     | 3           | 0          | 1            | -1           | 0            | 0            | 20       | -24    | 3           | 0          |
| G. Piccinini   | 3        | 0       | 0           | 0          | 1            | 0            | 0            | 0            | 4        | 0      | 0           | 0          |
| A. Rus         | 13       | 0       | 3           | 1          | 0            | 0            | 0            | 0            | 13       | 0      | 3           | 1          |
| A. Seck        | 0        | 0       | 0           | 0          | 0            | 0            | 0            | 0            | 0        | 0      | 0           | 0          |
| G. Sibilli     | 21       | 2       | 4           | 0          | 1            | 0            | 0            | 0            | 22       | 2      | 4           | 0          |
| C. Sussi       | 0        | 0       | 0           | 0          | -            | -            | -            | -            | 0        | 0      | 0           | 0          |
| E. Torregrossa | 13       | 5       | 1           | 0          | 0            | 0            | 0            | 0            | 13       | 5      | 1           | 0          |
| I. Touré       | 24       | 2       | 3           | 0          | 1            | 0            | 0            | 0            | 25       | 2      | 3           | 0          |
| L. Tramoni     | 3        | 0       | 0           | 0          | -            | -            | -            | -            | 3        | 0      | 0           | 0          |
| M. Tramoni     | 21       | 3       | 0           | 0          | -            | -            | -            | -            | 21       | 3      | 0           | 0          |
| M. Trdan       | 0        | 0       | 0           | 0          | 0            | 0            | 0            | 0            | 0        | 0      | 0           | 0          |
| E. Zuelli      | 0        | 0       | 0           | 0          | -            | -            | -            | -            | 0        | 0      | 0           | 0          |